# Десять заповедей

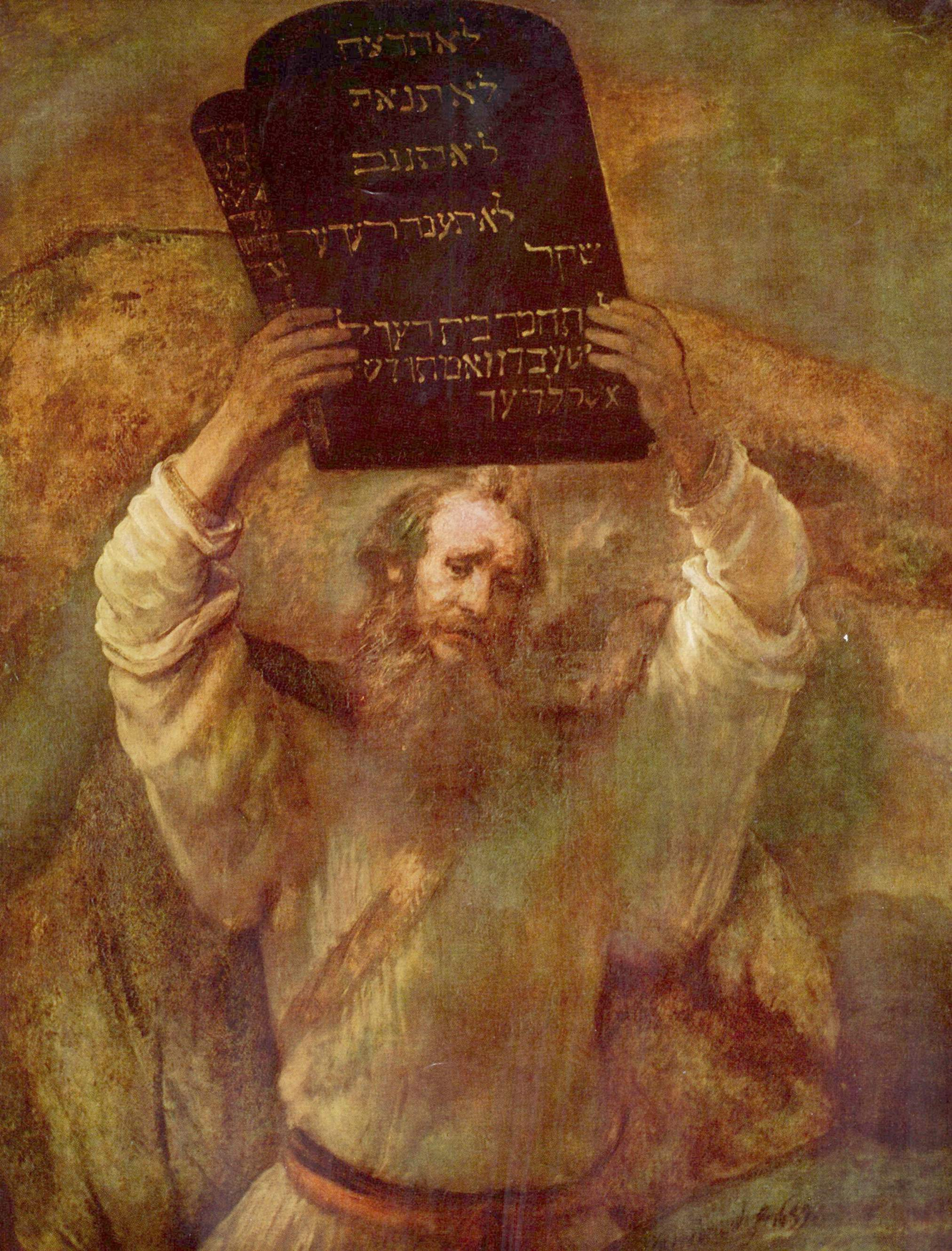
«Моисей со скрижалями законов», Рембрандт, 1659 г.

Де́сять за́поведей (Закон Божий; др.-евр. עשרת הדברים‬, асе́рет ха-двари́м — букв. «десять изречений»; др.-греч. δέκα λόγοι, декалог — букв. «десятисловие») — десять основных предписаний, которые, согласно Пятикнижию, были даны Моисею самим Богом, в присутствии сынов Израиля, на горе Синай на пятидесятый день после исхода из Египта (Исх. 19:10—25). Лежат в основе Моисеева закона.
Десять заповедей содержатся в Пятикнижии в двух мало отличающихся друг от друга версиях (см. Исх. 20:2—17; Втор. 5:6—21). В другом месте (Исх. 34:14—26) часть заповедей воспроизведена в форме комментария, вложенного в уста Всевышнего, при этом не комментируются морально-нравственные нормы, но формулируются предписания в религиозно-культовой области. Согласно еврейской традиции, вариант, содержащийся в 20-й главе книги Исход, был на первых, разбитых скрижалях, а вариант Второзакония — на вторых.
Обстановка, в которой Бог дал Моисею и сынам Израиля Десять заповедей, описана в Библии. Синай стоял в огне, окутанный густым дымом; земля дрожала; гремел гром; блистали молнии; и в шуме разбушевавшейся стихии, покрывая его, раздавался голос Божий, произносивший заповеди (Исх. 19:1 и след.). Затем сам Господь начертал «Десять слов» на двух каменных скрижалях, «Скрижалях свидетельства» (Исх. 24:12, 31:18, 32:16) или «Скрижалях Завета» (Втор. 9:9, 11:15), и передал их Моисею. Когда Моисей, после сорокадневного пребывания на горе, спустился со скрижалями в руках и увидел, что народ, забыв о Боге, пляшет вокруг Золотого тельца, то пришёл в такой страшный гнев от вида разнузданного пиршества, что разбил о скалу скрижали с заповедями Бога. После последовавшего раскаяния всего народа Бог велел Моисею вытесать две новые каменные скрижали и принести Ему для повторного написания Десяти заповедей (Втор. 10:1—5).

## Структура
Десять заповедей составлены из половин, первая — о небесном, вторая — о земном. Похожее прослеживается в структуре молитвы «Отче наш».

## Тексты заповедей

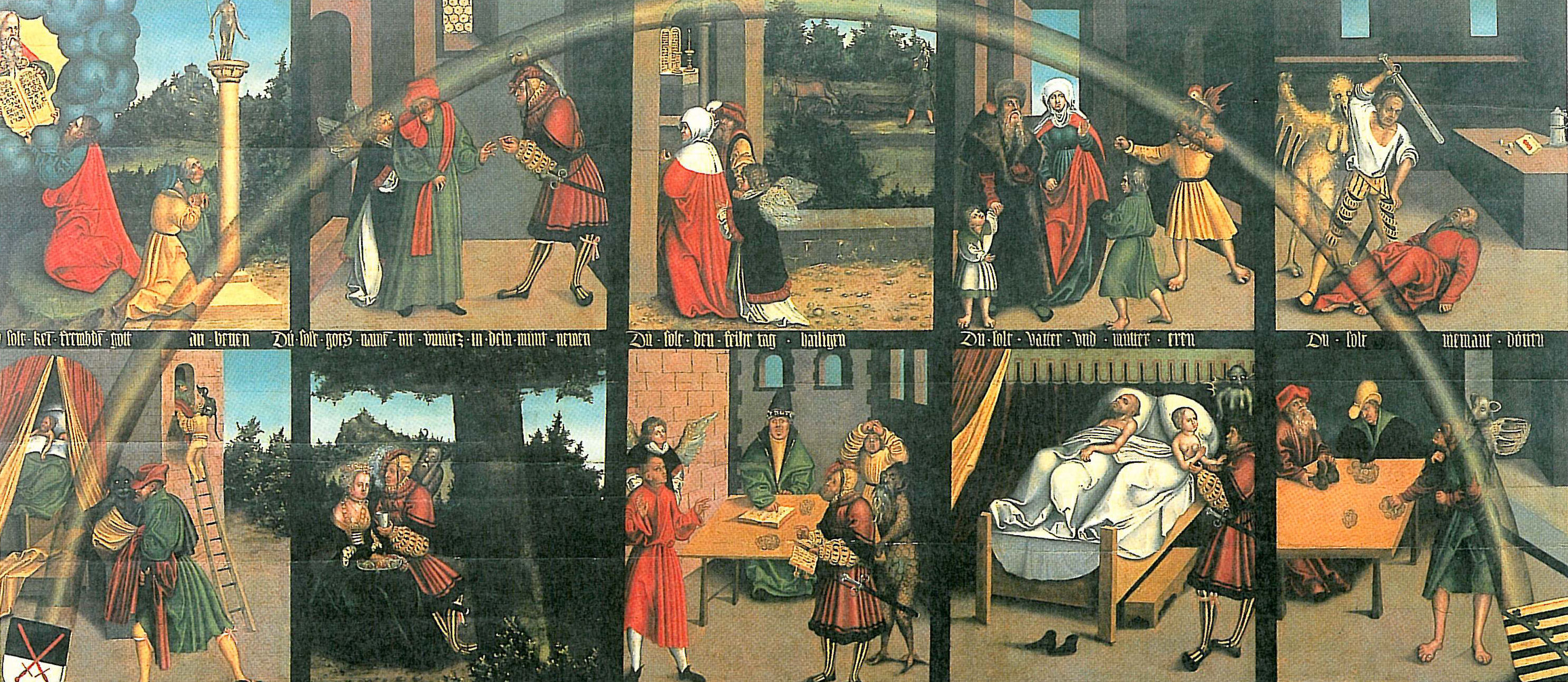
«Десять заповедей», Лукас Кранах Старший, 1516 г.

Перечни Десяти заповедей в еврейской и христианской традициях несколько различаются. Согласно еврейской традиции, в Исх. 20:2 содержится первая заповедь, а в 20:3 — вторая. Согласно же христианской традиции, первая заповедь содержится в Исх. 20:3, а 20:2 рассматривается как общее вступление. Большинство протестантских, а также Православная и Грекокатолическая церкви, по еврейской традиции, делят вторую заповедь (Исх. 20:3—6) на две, считая первый стих первой заповедью, а остальные стихи — второй. Римско-католическая и Лютеранская церкви, по еврейской традиции, делят на две десятую заповедь. Лютеране следуют порядку Второзакония и считают заповедь «Не желай дома ближнего» девятой заповедью, а дальнейшее — десятой. В Папирусе Нэша заповеди имеют некоторые отличия от еврейской традиции.
Текст Десяти заповедей по Синодальному переводу Библии:

Я Господь, Бог твой, Который вывел тебя из земли Египетской, из дома рабства;
да не будет у тебя других богов пред лицем Моим.
Не делай себе кумира и никакого изображения того, что на небе вверху, и что на земле внизу, и что в воде ниже земли;
не поклоняйся им и не служи им, ибо Я Господь, Бог твой, Бог ревнитель, наказывающий детей за вину отцов до третьего и четвертого рода, ненавидящих Меня,
и творящий милость до тысячи родов любящим Меня и соблюдающим заповеди Мои.
Не произноси имени Господа, Бога твоего, напрасно, ибо Господь не оставит без наказания того, кто произносит имя Его напрасно.
Помни день субботний, чтобы святить его;
шесть дней работай и делай [в них] всякие дела твои,
а день седьмой – суббота Господу, Богу твоему: не делай в оный никакого дела ни ты, ни сын твой, ни дочь твоя, ни раб твой, ни рабыня твоя, ни [вол твой, ни осел твой, ни всякий] скот твой, ни пришлец, который в жилищах твоих;
ибо в шесть дней создал Господь небо и землю, море и все, что в них, а в день седьмой почил; посему благословил Господь день субботний и освятил его.
Почитай отца твоего и мать твою, [чтобы тебе было хорошо и] чтобы продлились дни твои на земле, которую Господь, Бог твой, дает тебе.
Не убивай.
Не прелюбодействуй.
Не кради.
Не произноси ложного свидетельства на ближнего твоего.
Не желай до́ма ближнего твоего; не желай жены ближнего твоего, [ни поля его,] ни раба его, ни рабыни его, ни вола его, ни осла его, [ни всякого скота его,] ничего, что у ближнего твоего.
Оригинальный текст (др.-евр.)אָנֹכִי יְהוָה אֱלֹהֶיךָ; אֲשֶׁר הוֹצֵאתִיךָ מֵאֶרֶץ מִצְרַיִם מִבֵּית עֲבָדִים׃ לֹא יִהְיֶה־לְךָ אֱלֹהִים אֲחֵרִים עַל־פָּנָיַ׃

לֹא תַעֲשֶׂה־לְךָ פֶסֶל וְכָל־תְּמוּנָה, אֲשֶׁר בַּשָּׁמַיִם מִמַּעַל, וַאֲשֶׁר בָּאָרֶץ מִתָּחַת; וַאֲשֶׁר בַּמַּיִם מִתַּחַת לָאָרֶץ׃ לֹא־תִשְׁתַּחְוֶה לָהֶם וְלֹא תָעָבְדֵם; כִּי אָנֹכִי יְהוָה אֱלֹהֶיךָ אֵל קַנָּא, פֹּקֵד עֲוֹן אָבֹת עַל־בָּנִים עַל־שִׁלֵּשִׁים וְעַל־רִבֵּעִים לְשֹׂנְאָי׃ וְעֹשֶׂה חֶסֶד לַאֲלָפִים; לְאֹהֲבַי וּלְשֹׁמְרֵי מִצְוֹתָי׃ ס
לֹא תִשָּׂא אֶת־שֵׁם־יְהוָה אֱלֹהֶיךָ לַשָּׁוְא; כִּי לֹא יְנַקֶּה יְהוָה, אֵת אֲשֶׁר־יִשָּׂא אֶת־שְׁמוֹ לַשָּׁוְא׃ פ
זָכוֹר אֶת־יוֹם הַשַּׁבָּת לְקַדְּשׁוֹ׃ שֵׁשֶׁת יָמִים תַּעֲבֹד, וְעָשִׂיתָ כָּל־מְלַאכְתֶּךָ׃ וְיוֹם הַשְּׁבִיעִי, שַׁבָּת לַיהוָה אֱלֹהֶיךָ; לֹא־תַעֲשֶׂה כָל־מְלָאכָה אַתָּה וּבִנְךָ־וּבִתֶּךָ, עַבְדְּךָ וַאֲמָתְךָ וּבְהֶמְתֶּךָ, וְגֵרְךָ אֲשֶׁר בִּשְׁעָרֶיךָ׃ כִּי שֵׁשֶׁת־יָמִים עָשָׂה יְהוָה אֶת־הַשָּׁמַיִם וְאֶת־הָאָרֶץ, אֶת־הַיָּם וְאֶת־כָּל־אֲשֶׁר־בָּם, וַיָּנַח בַּיּוֹם הַשְּׁבִיעִי; עַל־כֵּן, בֵּרַךְ יְהוָה אֶת־יוֹם הַשַּׁבָּת וַיְקַדְּשֵׁהוּ׃ ס
כַּבֵּד אֶת־אָבִיךָ וְאֶת־אִמֶּךָ; לְמַעַן יַאֲרִכוּן יָמֶיךָ, עַל הָאֲדָמָה, אֲשֶׁר־יְהוָה אֱלֹהֶיךָ נֹתֵן לָךְ׃ ס
לֹא תִּרְצָח׃ ס
לֹא תִּנְאָף׃ ס
לֹא תִּגְנֹב׃ ס
לֹא־תַעֲנֶה בְרֵעֲךָ עֵד שָׁקֶר׃ ס
לֹא תַחְמֹד בֵּית רֵעֶךָ; לֹא־תַחְמֹד אֵשֶׁת רֵעֶךָ, וְעַבְדּוֹ וַאֲמָתוֹ וְשׁוֹרוֹ וַחֲמֹרוֹ, וְכֹל אֲשֶׁר לְרֵעֶךָ׃ פ

— Исх. 20:2—17

Я Господь, Бог твой, Который вывел тебя из земли Египетской, из дома рабства;
да не будет у тебя других богов перед лицем Моим.
Не делай себе кумира и никакого изображения того, что на небе вверху и что на земле внизу, и что в водах ниже земли,
не поклоняйся им и не служи им; ибо Я Господь, Бог твой, Бог ревнитель, за вину отцов наказывающий детей до третьего и четвертого рода, ненавидящих Меня,
и творящий милость до тысячи родов любящим Меня и соблюдающим заповеди Мои.
Не произноси имени Господа, Бога твоего, напрасно; ибо не оставит Господь [Бог твой] без наказания того, кто употребляет имя Его напрасно.
Наблюдай день субботний, чтобы свято хранить его, как заповедал тебе Господь, Бог твой;
шесть дней работай и делай всякие дела твои,
а день седьмой – суббота Господу, Богу твоему. Не делай [в оный] никакого дела, ни ты, ни сын твой, ни дочь твоя, ни раб твой, ни раба твоя, ни вол твой, ни осел твой, ни всякий скот твой, ни пришелец твой, который у тебя, чтобы отдохнул раб твой, и раба твоя [и осел твой,] как и ты;
и помни, что [ты] был рабом в земле Египетской, но Господь, Бог твой, вывел тебя оттуда рукою крепкою и мышцею высокою, потому и повелел тебе Господь, Бог твой, соблюдать день субботний [и свято хранить его].
Почитай отца твоего и матерь твою, как повелел тебе Господь, Бог твой, чтобы продлились дни твои, и чтобы хорошо тебе было на той земле, которую Господь, Бог твой, дает тебе.
Не убивай.
Не прелюбодействуй.
Не кради.
Не произноси ложного свидетельства на ближнего твоего.
Не желай жены ближнего твоего и не желай дома ближнего твоего, ни поля его, ни раба его, ни рабы его, ни вола его, ни осла его, [ни всякого скота его,] ни всего, что есть у ближнего твоего.
Оригинальный текст (др.-евр.)אָנֹכִי יְהוָה אֱלֹהֶיךָ, אֲשֶׁר הוֹצֵאתִיךָ מֵאֶרֶץ מִצְרַיִם מִבֵּית עֲבָדִים׃ לֹא יִהְיֶה־לְךָ אֱלֹהִים אֲחֵרִים עַל־פָּנָיַ׃

לֹא־תַעֲשֶׂה־לְךָ פֶסֶל כָּל־תְּמוּנָה, אֲשֶׁר בַּשָּׁמַיִם מִמַּעַל, וַאֲשֶׁר בָּאָרֶץ מִתָּחַת; וַאֲשֶׁר בַּמַּיִם מִתַּחַת לָאָרֶץ׃ לֹא־תִשְׁתַּחֲוֶה לָהֶם וְלֹא תָעָבְדֵם; כִּי אָנֹכִי יְהוָה אֱלֹהֶיךָ אֵל קַנָּא, פֹּקֵד עֲוֹן אָבוֹת עַל־בָּנִים וְעַל־שִׁלֵּשִׁים וְעַל־רִבֵּעִים לְשֹׂנְאָי׃ וְעֹשֶׂה חֶסֶד לַאֲלָפִים; לְאֹהֲבַי וּלְשֹׁמְרֵי מִצְוֹתוֹ (מִצְוֹתָי)׃ ס
לֹא תִשָּׂא אֶת־שֵׁם־יְהוָה אֱלֹהֶיךָ לַשָּׁוְא; כִּי לֹא יְנַקֶּה יְהוָה, אֵת אֲשֶׁר־יִשָּׂא אֶת־שְׁמוֹ לַשָּׁוְא׃ ס שָׁמוֹר אֶת־יוֹם הַשַּׁבָּת לְקַדְּשׁוֹ; כַּאֲשֶׁר צִוְּךָ יְהוָה אֱלֹהֶיךָ׃ שֵׁשֶׁת יָמִים תַּעֲבֹד, וְעָשִׂיתָ כָּל־מְלַאכְתֶּךָ׃ וְיוֹם הַשְּׁבִיעִי, שַׁבָּת לַיהוָה אֱלֹהֶיךָ; לֹא תַעֲשֶׂה כָל־מְלָאכָה אַתָּה וּבִנְךָ־וּבִתֶּךָ וְעַבְדְּךָ־וַאֲמָתֶךָ וְשׁוֹרְךָ וַחֲמֹרְךָ וְכָל־בְּהֶמְתֶּךָ, וְגֵרְךָ אֲשֶׁר בִּשְׁעָרֶיךָ, לְמַעַן, יָנוּחַ עַבְדְּךָ וַאֲמָתְךָ כָּמוֹךָ׃ וְזָכַרְתָּ, כִּי־עֶבֶד הָיִיתָ בְּאֶרֶץ מִצְרַיִם, וַיֹּצִאֲךָ יְהוָה אֱלֹהֶיךָ מִשָּׁם, בְּיָד חֲזָקָה וּבִזְרֹעַ נְטוּיָה; עַל־כֵּן, צִוְּךָ יְהוָה אֱלֹהֶיךָ, לַעֲשׂוֹת אֶת־יוֹם הַשַּׁבָּת׃ ס
כַּבֵּד אֶת־אָבִיךָ וְאֶת־אִמֶּךָ, כַּאֲשֶׁר צִוְּךָ יְהוָה אֱלֹהֶיךָ; לְמַעַן יַאֲרִיכֻן יָמֶיךָ, וּלְמַעַן יִיטַב לָךְ, עַל הָאֲדָמָה, אֲשֶׁר־יְהוָה אֱלֹהֶיךָ נֹתֵן לָךְ׃ ס
לֹא תִּרְצָח׃ ס
וְלֹא תִּנְאָף׃ ס
וְלֹא תִּגְנֹב׃ ס
וְלֹא־תַעֲנֶה בְרֵעֲךָ עֵד שָׁוְא׃ ס
וְלֹא תַחְמֹד אֵשֶׁת רֵעֶךָ; ס
וְלֹא תִתְאַוֶּה בֵּית רֵעֶךָ, שָׂדֵהוּ וְעַבְדּוֹ וַאֲמָתוֹ שׁוֹרוֹ וַחֲמֹרוֹ, וְכֹל אֲשֶׁר לְרֵעֶךָ׃ ס

— Втор. 5:6—21

## Ритуальный Декалог
Ритуальный Декалог — условное обозначение свода Десяти заповедей в Исх. 34:14—26. Он существенно отличается от Десяти заповедей, содержащихся в Исх. 20:2—17 и Втор. 5:6—21, называемых иногда этическим Декалогом.
Текст из книги Исход по Синодальному переводу:

И сказал [Господь Моисею]: вот, Я заключаю завет: пред всем народом твоим соделаю чудеса, каких не было по всей земле и ни у каких народов; и увидит весь народ, среди которого ты находишься, дело Господа; ибо страшно будет то, что Я сделаю для тебя;
Сохрани то, что повелеваю тебе ныне: вот, Я изгоняю от лица твоего Аморреев, Хананеев, Хеттеев, Ферезеев, Евеев, [Гергесеев] и Иевусеев;
1. Смотри, не вступай в союз с жителями той земли, в которую ты войдёшь, дабы они не сделались сетью среди вас. Жертвенники их разрушьте, столбы их сокрушите, вырубите священные рощи их, [и изваяния богов их сожгите огнём], ибо ты не должен поклоняться богу иному, кроме Господа [Бога], потому что имя Его — ревнитель; Он Бог ревнитель. Не вступай в союз с жителями той земли, чтобы, когда они будут блудодействовать вслед богов своих и приносить жертвы богам своим, не пригласили и тебя, и ты не вкусил бы жертвы их;
2. И не бери из дочерей их жён сынам своим [и дочерей своих не давай в замужество за сыновей их], дабы дочери их, блудодействуя вслед богов своих, не ввели и сынов твоих в блужение вслед богов своих.
3. Не делай себе богов литых.
4. Праздник опресноков соблюдай: семь дней ешь пресный хлеб, как Я повелел тебе, в назначенное время месяца Авива, ибо в месяце Авиве вышел ты из Египта.
5. Всё, разверзающее ложесна, Мне, как и весь скот твой мужеского пола, разверзающий ложесна, из волов и овец; первородное из ослов заменяй агнцем, а если не заменишь, то выкупи его; всех первенцев из сынов твоих выкупай; пусть не являются пред лице Моё с пустыми руками.
6. Шесть дней работай, а в седьмой день покойся; покойся и во время посева и жатвы.
7. И праздник седмиц совершай, праздник начатков жатвы пшеницы и праздник собирания плодов в конце года; три раза в году должен являться весь мужеский пол твой пред лице Владыки, Господа Бога Израилева, ибо Я прогоню народы от лица твоего и распространю пределы твои, и никто не пожелает земли твоей, если ты будешь являться пред лице Господа Бога твоего три раза в году.
8. Не изливай крови жертвы Моей на квасное, и жертва праздника Пасхи не должна переночевать до утра.
9. Самые первые плоды земли твоей принеси в дом Господа Бога твоего.
10. Не вари козлёнка в молоке матери его.

И сказал Господь Моисею: напиши себе слова сии, ибо в сих словах Я заключаю завет с тобою и с Израилем.
И пробыл там [Моисей] у Господа сорок дней и сорок ночей, хлеба не ел и воды не пил; и написал на скрижалях слова завета, десятословие.
Оригинальный текст (др.-евр.)
וַיֹּאמֶר, הִנֵּה אָנֹכִי כֹּרֵת בְּרִית, נֶגֶד כָּל־עַמְּךָ אֶעֱשֶׂה נִפְלָאֹת, אֲשֶׁר לֹא־נִבְרְאוּ בְכָל־הָאָרֶץ וּבְכָל־הַגּוֹיִם; וְרָאָה כָל־הָעָם אֲשֶׁר־אַתָּה בְקִרְבּוֹ אֶת־מַעֲשֵׂה יְהוָה כִּי־נוֹרָא הוּא, אֲשֶׁר אֲנִי עֹשֶׂה עִמָּךְ׃
שְׁמָר־לְךָ, אֵת אֲשֶׁר אָנֹכִי מְצַוְּךָ הַיּוֹם; הִנְנִי גֹרֵשׁ מִפָּנֶיךָ, אֶת־הָאֱמֹרִי וְהַכְּנַעֲנִי, וְהַחִתִּי וְהַפְּרִזִּי, וְהַחִוִּי וְהַיְבוּסִי׃
הִשָּׁמֶר לְךָ, פֶּן־תִּכְרֹת בְּרִית לְיוֹשֵׁב הָאָרֶץ, אֲשֶׁר אַתָּה בָּא עָלֶיהָ; פֶּן־יִהְיֶה לְמוֹקֵשׁ בְּקִרְבֶּךָ׃
כִּי אֶת־מִזְבְּחֹתָם תִּתֹּצוּן, וְאֶת־מַצֵּבֹתָם תְּשַׁבֵּרוּן; וְאֶת־אֲשֵׁרָיו תִּכְרֹתוּן׃
כִּי לֹא תִשְׁתַּחֲוֶה לְאֵל אַחֵר; כִּי יְהוָה קַנָּא שְׁמוֹ, אֵל קַנָּא הוּא׃
פֶּן־תִּכְרֹת בְּרִית לְיוֹשֵׁב הָאָרֶץ; וְזָנוּ אַחֲרֵי אֱלֹהֵיהֶם, וְזָבְחוּ לֵאלֹהֵיהֶם, וְקָרָא לְךָ, וְאָכַלְתָּ מִזִּבְחוֹ׃
וְלָקַחְתָּ מִבְּנֹתָיו לְבָנֶיךָ; וְזָנוּ בְנֹתָיו, אַחֲרֵי אֱלֹהֵיהֶן, וְהִזְנוּ אֶת־בָּנֶיךָ, אַחֲרֵי אֱלֹהֵיהֶן׃
אֱלֹהֵי מַסֵּכָה לֹא תַעֲשֶׂה־לָּךְ׃
אֶת־חַג הַמַּצּוֹת תִּשְׁמֹר, שִׁבְעַת יָמִים תֹּאכַל מַצּוֹת אֲשֶׁר צִוִּיתִךָ, לְמוֹעֵד חֹדֶשׁ הָאָבִיב; כִּי בְּחֹדֶשׁ הָאָבִיב, יָצָאתָ מִמִּצְרָיִם׃
כָּל־פֶּטֶר רֶחֶם לִי; וְכָל־מִקְנְךָ תִּזָּכָר, פֶּטֶר שׁוֹר וָשֶׂה׃
וּפֶטֶר חֲמוֹר תִּפְדֶּה בְשֶׂה, וְאִם־לֹא תִפְדֶּה וַעֲרַפְתּוֹ; כֹּל בְּכוֹר בָּנֶיךָ תִּפְדֶּה, וְלֹא־יֵרָאוּ פָנַי רֵיקָם׃
שֵׁשֶׁת יָמִים תַּעֲבֹד, וּבַיּוֹם הַשְּׁבִיעִי תִּשְׁבֹּת; בֶּחָרִישׁ וּבַקָּצִיר תִּשְׁבֹּת׃
וְחַג שָׁבֻעֹת תַּעֲשֶׂה לְךָ, בִּכּוּרֵי קְצִיר חִטִּים; וְחַג הָאָסִיף, תְּקוּפַת הַשָּׁנָה׃
שָׁלֹשׁ פְּעָמִים בַּשָּׁנָה; יֵרָאֶה כָּל־זְכוּרְךָ, אֶת־פְּנֵי הָאָדֹן יְהוָה אֱלֹהֵי יִשְׂרָאֵל׃
כִּי־אוֹרִישׁ גּוֹיִם מִפָּנֶיךָ, וְהִרְחַבְתִּי אֶת־גְּבוּלֶךָ; וְלֹא־יַחְמֹד אִישׁ אֶת־אַרְצְךָ, בַּעֲלֹתְךָ, לֵרָאוֹת אֶת־פְּנֵי יְהוָה אֱלֹהֶיךָ, שָׁלֹשׁ פְּעָמִים בַּשָּׁנָה׃
לֹא־תִשְׁחַט עַל־חָמֵץ דַּם־זִבְחִי; וְלֹא־יָלִין לַבֹּקֶר, זֶבַח חַג הַפָּסַח׃
רֵאשִׁית, בִּכּוּרֵי אַדְמָתְךָ, תָּבִיא בֵּית יְהוָה אֱלֹהֶיךָ; לֹא־תְבַשֵּׁל גְּדִי בַּחֲלֵב אִמּוֹ׃ פ
וַיֹּאמֶר יְהוָה אֶל־מֹשֶׁה, כְּתָב־לְךָ אֶת־הַדְּבָרִים הָאֵלֶּה; כִּי עַל־פִּי הַדְּבָרִים הָאֵלֶּה, כָּרַתִּי אִתְּךָ בְּרִית וְאֶת־יִשְׂרָאֵל׃
וַיְהִי־שָׁם עִם־יְהוָה, אַרְבָּעִים יוֹם וְאַרְבָּעִים לַיְלָה, לֶחֶם לֹא אָכַל, וּמַיִם לֹא שָׁתָה; וַיִּכְתֹּב עַל־הַלֻּחֹת, אֵת דִּבְרֵי הַבְּרִית, עֲשֶׂרֶת הַדְּבָרִים׃

## Два текста со схемами деления
- Phi. Деление Филона Александрийского (из трудов Филона Александрийского и Иосифа Флавия). Является старейшим. Принято в эллинистическом иудаизме, Греческой православной церкви и протестантизме (за исключением лютеранства).
- Tal. Талмудическое деление (III век).
- Aug. Деление Аврелия Августина (V век). Принято в Римско-католической церкви и лютеранстве, причём Католическая церковь взяла за основу текст из Второзакония, а Мартин Лютер — из Исхода.

| Phi | Tal | Aug | Исх. 20:1—17 | Втор. 5:4—21 |
| --- | --- | --- | --- | --- |
| —   | 1   | —   | 1 И изрёк Бог все слова сии, говоря: | 4—5 Лицем к лицу говорил Господь с вами на горе из среды огня … Он [тогда] сказал: |
| Pre | 1   | —   | 2 Я Господь, Бог твой, Который вывел тебя из земли Египетской, из дома рабства. | 6 Я Господь, Бог твой, Который вывел тебя из земли Египетской, из дома рабства. |
| 1   | 2   | 1   | 3 Да не будет у тебя других богов пред лицем Моим. | 7 Да не будет у тебя других богов перед лицем Моим. |
| 2   | 2   | 1   | 4 Не делай себе кумира и никакого изображения того, что на небе вверху, и что на земле внизу, и что в воде ниже земли.                                                                            | 8 Не делай себе кумира и никакого изображения того, что на небе вверху и что на земле внизу, и что в водах ниже земли. |
| 2   | 2   | 1   | 5 Не поклоняйся им и не служи им, ибо Я Господь, Бог твой, Бог ревнитель, наказывающий детей за вину отцов до третьего и четвёртого [рода], ненавидящих Меня.                                     | 9 Не поклоняйся им и не служи им; ибо Я Господь, Бог твой, Бог ревнитель, за вину отцов наказывающий детей до третьего и четвёртого рода, ненавидящих Меня. |
| 2   | 2   | 1   | 6 И творящий милость до тысячи родов любящим Меня и соблюдающим заповеди Мои. | 10 И творящий милость до тысячи [родов] любящим Меня и соблюдающим заповеди Мои. |
| 3   | 3   | 2   | 7 Не произноси имени Господа, Бога твоего, напрасно, ибо Господь не оставит без наказания того, кто произносит имя Его напрасно.                                                                  | 11 Не произноси имени Господа, Бога твоего, напрасно; ибо не оставит Господь без наказания того, кто употребляет имя Его напрасно. |
| 4   | 4   | 3   | 8 Помни день субботний, чтобы святить его. | 12 Наблюдай день субботний, чтобы свято хранить его, как заповедал тебе Господь, Бог твой. |
| 4   | 4   | 3   | 9 Шесть дней работай и делай всякие дела твои. | 13 Шесть дней работай и делай всякие дела твои. |
| 4   | 4   | 3   | 10 А день седьмой — суббота Господу, Богу твоему: не делай в оный никакого дела ни ты, ни сын твой, ни дочь твоя, ни раб твой, ни рабыня твоя, ни скот твой, ни пришлец, который в жилищах твоих. | 14 А день седьмой — суббота Господу, Богу твоему. Не делай [в оный] никакого дела, ни ты, ни сын твой, ни дочь твоя, ни раб твой, ни раба твоя, ни вол твой, ни осёл твой, ни всякий скот твой, ни пришелец твой, который у тебя, чтобы отдохнул раб твой, и раба твоя, как и ты. |
| 4   | 4   | 3   | 11 Ибо в шесть дней создал Господь небо и землю, море и всё, что в них, а в день седьмой почил; посему благословил Господь день субботний и освятил его.                                          | 15 И помни, что [ты] был рабом в земле Египетской, но Господь, Бог твой, вывел тебя оттуда рукою крепкою и мышцею высокою, потому и повелел тебе Господь, Бог твой, соблюдать день субботний.                                                                                     |
| 5   | 5   | 4   | 12 Почитай отца твоего и мать твою, чтобы продлились дни твои на земле, которую Господь, Бог твой, даёт тебе.                                                                                     | 16 Почитай отца твоего и матерь твою, как повелел тебе Господь, Бог твой, чтобы продлились дни твои, и чтобы хорошо тебе было на той земле, которую Господь, Бог твой, даёт тебе.                                                                                                 |
| 6   | 6   | 5   | 13 Не убивай. | 17 Не убивай. |
| 7   | 7   | 6   | 14 Не прелюбодействуй. | 18 Не прелюбодействуй. |
| 8   | 8   | 7   | 15 Не кради. | 19 Не кради. |
| 9   | 9   | 8   | 16 Не произноси ложного свидетельства на ближнего твоего. | 20 Не произноси ложного свидетельства на ближнего твоего. |
| 10  | 10  | 9   | 17 Не желай дома ближнего твоего. | 21 Не желай жены ближнего твоего. |
| 10  | 10  | 10  | Не желай жены ближнего твоего, ни раба его, ни рабыни его, ни вола его, ни осла его, ничего, что у ближнего твоего.                                                                               | И не желай дома ближнего твоего, ни поля его, ни раба его, ни рабы его, ни вола его, ни осла его, ни всего, что есть у ближнего твоего. |

## Текст заповедей в лютеранской традиции
В «Кратком катехизисе» Мартина Лютера даётся следующий перечень заповедей с пояснениями к ним:

- Да не будет у тебя других богов, кроме Меня.

Что это значит? Мы должны превыше всего уважать, любить Бога и уповать на Него во всём.

- Не произноси имени Господа, Бога твоего, напрасно.

Что это значит? Мы должны бояться Бога и любить Его так, чтобы не проклинать, не клясться, не колдовать, не лгать и не обманывать именем Его, но призывать Его имя во всякой нужде, молиться Ему, благодарить и прославлять Его.

- Помни день субботний, чтобы святить его.

Что это значит? Мы должны бояться и любить Бога так, чтобы не пренебрегать проповедью и Словом Божьим, но свято чтить его, охотно слушать и познавать.

- Почитай отца твоего и мать твою, да будет тебе благо и долголетен будешь на земле.

Что это значит? Мы должны бояться и любить Бога так, чтобы не презирать и не гневить своих родителей и господ, но почитать их, служить и повиноваться им, любить их и дорожить ими.

- Не убивай.

Что это значит? Не причинять страданий и вреда ближнему своему, но помогать ему и заботиться о нём во всех его нуждах.

- Не прелюбодействуй.

Что это значит? Чтобы в мыслях, словах и делах быть чистыми и целомудренными, и чтобы каждый из нас любил и почитал своего супруга.

- Не укради.

Что это значит? Не отбирать у ближнего своего денег, или имущества его, и не присваивать себе чужого путём нечестной торговли, или мошенничества. Но нам следует помогать ближнему своему в сохранении и преумножении его имущества и средств существования.

- Не произноси ложного свидетельства на ближнего своего.

Что это значит? Не говорить неправды о ближнем своем, не предавать его, не клеветать на него и не распространять о нём худой молвы, но защищать его, говорить о нём только хорошее и стараться всё обратить к лучшему.

- Не пожелай дома ближнего твоего.

Что это значит? Не посягать коварно на наследство, или дом ближнего своего и не присваивать их себе, прикрываясь законом, или правом, но служить ближнему, способствуя сохранению его собственности.

- Не пожелай жены ближнего твоего, ни раба, ни рабы его, ни скота его, ничего из того, что есть у него.

Что это значит? Не совращать, не присваивать и не отчуждать от ближнего своего его жену, прислугу, или скот, но побуждать их к тому, чтобы они оставались на своих местах и исполняли свои обязанности.

## Отражение в культуре XIX—XXI веков
- Камень Декалога
- «Декалог» (1989) — цикл фильмов Кшиштофа Кесьлёвского
- «Кислород» (2009) — фильм Ивана Вырыпаева